# Roy Kortsmit
Roy Kortsmit (Hoek van Holland, 26 agosto 1992) è un calciatore olandese, portiere del NAC Breda.

## Carriera
Cresciuto nelle giovanili dello Sparta Rotterdam, ha esordito l'11 aprile 2014 in un match perso 2-1 contro il Telstar.

## Statistiche

### Presenze e reti nei club
Statistiche aggiornate al 16 gennaio 2018.
| Stagione        | Squadra          | Campionato      | Campionato | Campionato | Coppe nazionali | Coppe nazionali | Coppe nazionali | Coppe continentali | Coppe continentali | Coppe continentali | Altre coppe | Altre coppe | Altre coppe | Totale | Totale | Totale |
| Stagione        | Squadra          | Comp            | Pres       | Reti       | Comp            | Pres            | Reti            | Comp               | Pres               | Reti               | Comp        | Pres        | Reti        | Pres   | Reti   |        |
| --------------- | ---------------- | --------------- | ---------- | ---------- | --------------- | --------------- | --------------- | ------------------ | ------------------ | ------------------ | ----------- | ----------- | ----------- | ------ | ------ | ------ |
| 2013-2014       | Sparta Rotterdam | EED             | 1+1        | -1;-2      | CO              | 0               | 0               |                    | -                  | -                  |             | -           | -           | 2      | -3     |        |
| 2014-2015       | Sparta Rotterdam | EED             | 37         | -44        | CO              | 2               | -4              |                    | -                  | -                  |             | -           | -           | 39     | -48    |        |
| 2015-2016       | Sparta Rotterdam | EED             | 35         | -39        | CO              | 2               | -7              |                    | -                  | -                  |             | -           | -           | 37     | -46    |        |
| 2016-2017       | Sparta Rotterdam | ERE             | 33         | -60        | CO              | 5               | -5              |                    | -                  | -                  |             | -           | -           | 38     | -65    |        |
| 2017-2018       | Sparta Rotterdam | ERE             | 18         | -38        | CO              | 1               | -1              |                    | -                  | -                  |             | -           | -           | 19     | -39    |        |
| Totale Carriera | Totale Carriera  | Totale Carriera | 125        | -184       |                 | 10              | -17             |                    | -                  | -                  |             | -           | -           | 135    | -201   |        |

## Palmarès
- Eerste Divisie: 1

Sparta Rotterdam: 2015-2016